# Aumento de la inflación de 2021-presente
| País/ región          | 2020 | 2021  | Ago 2022 |
| --------------------- | ---- | ----- | -------- |
| Mundo                 | 1.9% | 3.4%  | 8%       |
| Europa/Asia Central   | 1.2% | 3.1%  | 9.1%     |
| Latinoamérica/ Caribe | 1.4% | 4.3%  | 9.9%     |
| Brasil                | 3.2% | 8.3%  | 8.8%     |
| Asia del Sur          | 5.7% | 5.5%  | 4.5%     |
| Australia             | 0.8% | 2.9%  | 7.8%     |
| Corea del Sur         | 0.5% | 2.5%  | 5.6%     |
| Japón                 | 0.0% | -0.2% | 3%       |
| China                 | 2.4% | 1.0%  | 2.3%     |
| Canadá                | 0.7% | 3.4%  | 7.6%     |
| Reino Unido           | 1.0% | 2.5%  | 10.1%    |
| Estados Unidos        | 1.2% | 4.7%  | 8.2%     |

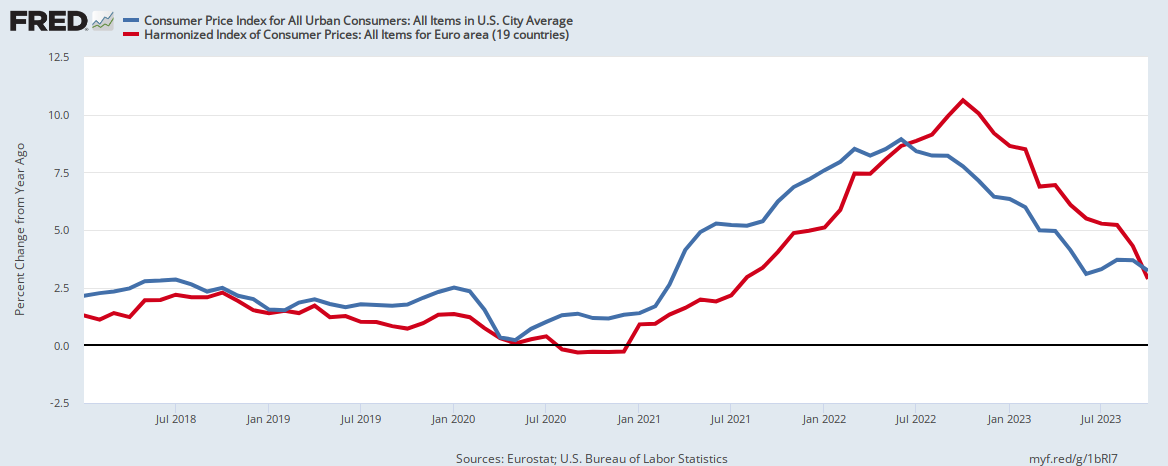
Tasa de inflación, Estados Unidos y Eurozona, enero de 2018 a octubre de 2023

A partir de 2021, la mayor parte de las economías mundiales comenzaron a sufrir un aumento generalizado y sostenido de los precios de los bienes y servicios. Este aumento inflacionario generalmente es atribuido a la política monetaria expansiva llevada a cabo por los Bancos Centrales para combatir la crisis económica causada por la COVID-19, los estímulos fiscales entregados por el gobierno durante la pandemia, problemas en la cadena de suministros a nivel mundial y la invasión rusa de Ucrania.
Este aumento de la inflación ha provocado un aumento en la pobreza a nivel mundial, una desaceleración económica global, caídas en las bolsas de valores y masivas manifestaciones en algunos países, y una gran mayoría de oficialismos que perdieron las elecciones luego de la pandemia, dentro del mundo democrático.

## Contexto
Por la pandemia de COVID-19, surgió la peor crisis económica mundial desde la Gran Depresión. Los mercados bursátiles colapsaron a inicios de 2020, el desempleo se disparó en las principales economías y la actividad económica se redujo significativamente. Ante este escenario, los Bancos Centrales reaccionaron bajando las tasas de interés y llevando a cabo operaciones en el mercado abierto, buscando aumentar la liquidez en los mercados e impulsar la demanda. El Índice de Paridad de Poder Adquisitivo (PPA) permite comparar el poder de compra entre países ajustado a la inflación, ofreciendo una perspectiva complementaria a los datos de inflación tradicionales.

## Causas

### Política monetaria expansiva

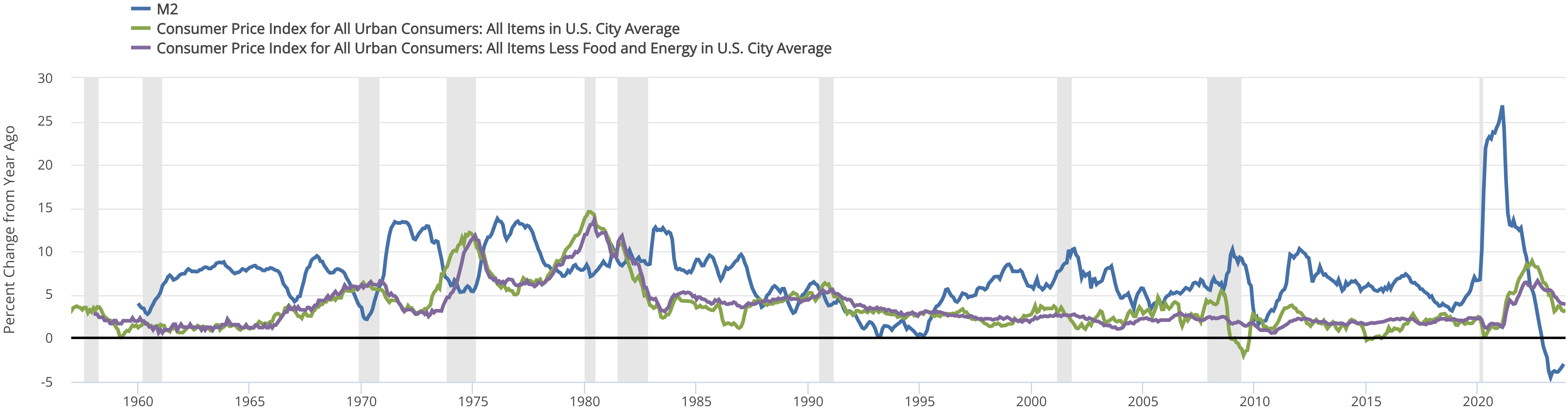
(Variación porcentual con respecto al año anterior)
Oferta monetaria M2
IPC
IPC subyacente

Según diversos economistas, la principal razón del aumento de la inflación es la política monetaria expansiva llevada a cabo por los Bancos Centrales durante la recesión del COVID-19. Por ejemplo, la Reserva Federal estadounidense redujo las tasas de interés a 0% e inició un programa de compra de activos financieros, desincentivando el ahorro y fomentando el crédito. En consecuencia, la masa monetaria M2 se disparó en los primeros meses de la pandemia. En 2021 el gasto personal estadounidense creció un 12,7%, lo que es atribuido principalmente a la política monetaria expansiva. Grandes aumentos del consumo también se dieron en Alemania, Reino Unido, México y otros países en donde se llevaron a cabo políticas expansivas. Según la ley de la oferta y de la demanda, si la demanda excede la oferta, los precios subirán.

### Política fiscal expansiva
Debido a la pandemia, muchos gobiernos decidieron llevar a cabo múltiples programas de gasto público, buscando estimular la demanda agregada. Según diversos economistas, el gasto fiscal generó un desequilibrio entre la oferta y la demanda, impulsando el consumo de bienes pero no la producción de estos. La política fiscal expansiva sería una de las causas principales del aumento de la inflación.

### Crisis en la cadena de suministros
Como consecuencia de la pandemia, la cadena mundial de suministros entró en crisis. Las causas son varias: Un aumento desproporcionado del consumo de bienes, la escasez de contenedores y transportistas, la escasez de chips y problemas en la industria china. La congestión en los puertos, tarifas de los fletes y retrasos en las entregas aumentaron significativamente. Esto ha provocado una escasez de ciertos productos y un aumento en los costes de envíos, siendo una causa del aumento de la inflación del lado de la oferta.

### Impacto de la invasión rusa de Ucrania

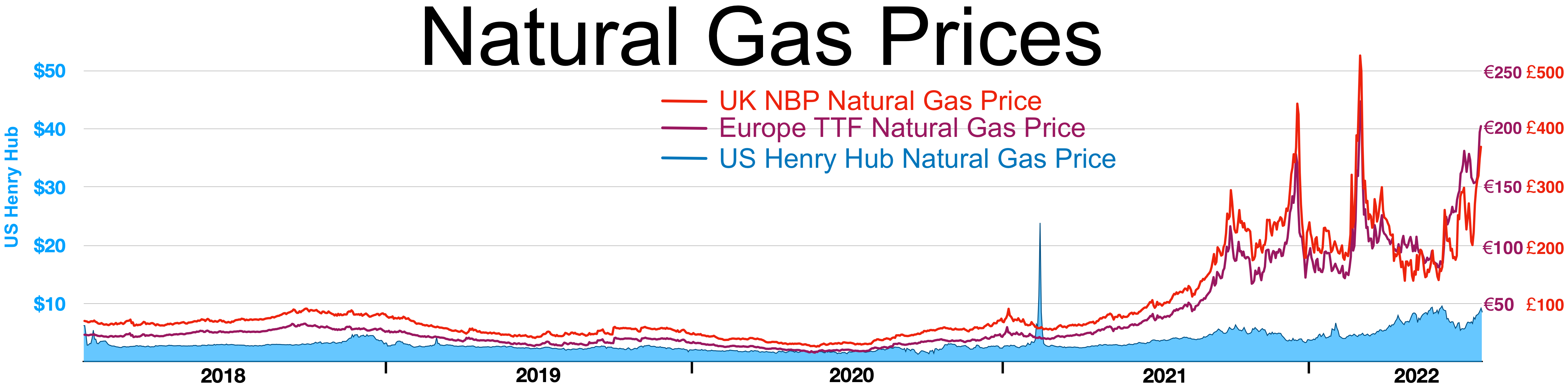
Precios del gas natural en Europa y Estados Unidos:
Precios del gas natural del National Balancing Point NBP (Reino Unido)
Precios del gas natural en Europa TTF
Precios del gas natural en Estados Unidos Henry Hub

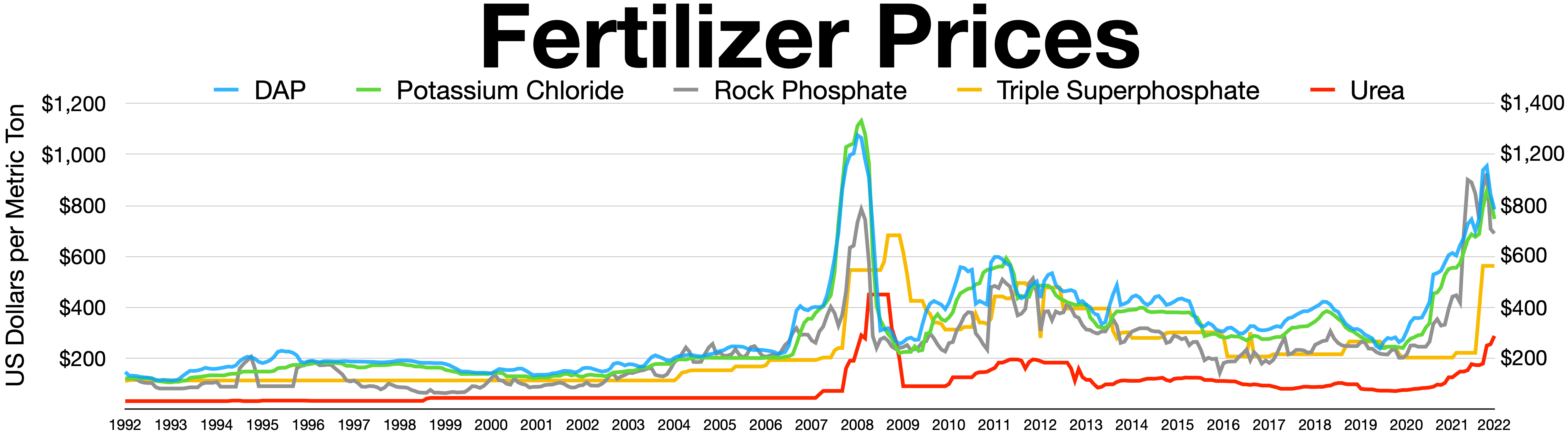
Precios de fertilizantes:
Fosfato diamónico (DAP)
Cloruro de potasio
Fosforita
Superfosfato
Urea

Rusia es una potencia en hidrocarburos y minerales, siendo uno de los principales productores de petróleo, carbón y gas natural. También es de los principales proveedores de fertilizantes, granos, paladio, platino, oro, cobalto, níquel, aluminio, entre otros minerales. Por su parte, Ucrania es el mayor exportador de aceite de girasol y el cuarto mayor exportador de maíz y trigo en el mundo. La guerra provocó la interrupción de exportaciones ucranianas y rusas, lo que causó un gran aumento de los precios de las materias primas, sobre todo del petróleo, productos alimenticios y el gas natural.
El economista Mark Zandi realizó un análisis que determinó que del 8,6 % de inflación de los Estados Unidos, un 3,5 % era debido a las consecuencias de la guerra en Ucrania (mayores precios de las materias primas, destacando los altos precios de la gasolina, que produce costos de transporte más altos para la mayoría de productos). Según Zandi, la invasión es la mayor impulsora de la inflación en los Estados Unidos.

## Impacto según área geográfica

### América del Norte

#### Estados Unidos

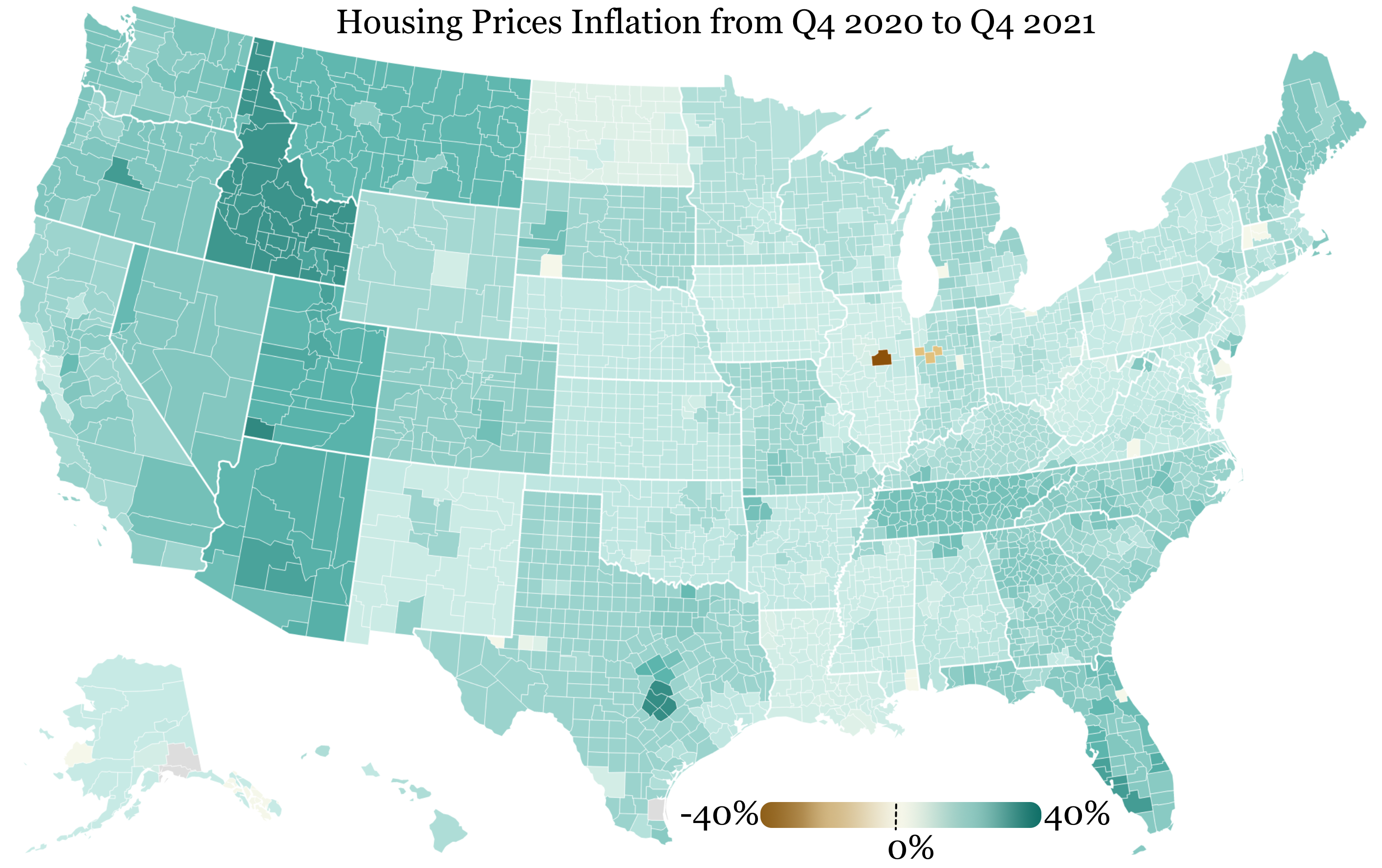
Inflación de los precios de la vivienda del cuarto trimestre de 2020 al cuarto trimestre de 2021 en los Estados Unidos
40%
20%
0%
-20%
-40%

Estados Unidos fue uno de los países que más estímulo fiscal entregó durante la pandemia. Durante las presidencias de Donald Trump y Joe Biden se gastaron cerca de 5 billones de dólares (trillions en inglés), de los cuales 1.8 billones se usaron en transferencias directas hacia las personas (beneficios de desempleo, cheques de estímulo, recortes de impuestos, etc), 1.7 billones en ayudas a empresas (préstamos, recortes de impuestos, entre otras ayudas) y 745 mil millones de dólares en ayudas a estados. Este gasto público extra ayudó a crear empleos, superar la crisis económica y evitar que millones de personas cayeran en la pobreza, sin embargo, según un estudio de la FED de San Francisco atribuye al estímulo de aumentar la inflación en 3 puntos porcentuales. A esto se suma que el Banco Central de los Estados Unidos, la Reserva Federal, mantuvo las tasas de interés en 0% y realizó masivas compras de bonos, inyectando liquidez a gran escala a la economía mientras que la inflación seguía creciendo.
La inflación alcanzó un máximo de 9,1% interanual en junio de 2022, para luego caer levemente a 8,2% en septiembre del mismo año. La alta inflación ha afectado el poder adquisitivo de los estadounidenses, reduciendo el valor real del salario mínimo al menor nivel desde 1956. Los aumentos de los precios de la comida y de la energía han afectado de forma desproporcionada a los más pobres, complicando su situación financiera.
Para combatir la inflación, la Reserva Federal ha llevado a cabo la política monetaria más contractiva desde la década de los 80s, subiendo las tasas de interés desde 0% hasta 3,25% en menos de 8 meses, el nivel más alto desde la crisis financiera de 2008. Si se mantiene la trayectoria actual, las tasas de interés podrían subir hasta 4,5%. Se cree que esta restricción monetaria podría llevar a los Estados Unidos a una recesión.
Los altos niveles de inflación han impactado la aprobación de Joe Biden, siendo este un problema para los demócratas ante las elecciones de medio término. Biden promulgó a mediados de año la Ley de Reducción de la Inflación, que busca atacar el aumento de los precios mediante inversiones en energía y otras medidas.

### Sudamérica

#### Brasil
En Brasil, la inflación alcanzó su tasa más alta desde 2003: los precios subieron un 10,74 % en noviembre de 2021 en comparación con noviembre de 2020. Los economistas pronosticaron que la inflación ha tocado techo y que, de hecho, la economía puede estar encaminándose a una recesión, en parte debido a los aumentos agresivos de las tasas de interés por el banco central.

#### Argentina
En Argentina, un país con un problema crónico de inflación, la tasa de interés se elevó al 69,5 % en agosto, ya que la inflación se ha deteriorado aún más, alcanzando un máximo de 20 años del 70 % y se prevé que supere el 90 % a finales del año 2022.

#### Chile
Chile tuvo baja inflación durante varios años gracias a la política monetaria de su banco central autónomo. Sin embargo, en 2022 hubo una inflación interanual récord de 14,1%, la más alta de los últimos 30 años. Existe un consenso entre los economistas de que la inflación chilena se debe principalmente a factores endógenos, especialmente las políticas expansivas agresivas durante la pandemia de COVID y los retiros masivos de los fondos de pensiones. Los economistas también han pronosticado una posible recesión para 2023 debido a las altas tasas de interés para combatir la inflación.

#### Bolivia
Bolivia por su parte, entre el periodo de agosto del 2021 a agosto del 2022, mantuvo una inflación interanual de aproximadamente un 1,6%, correspondiendo a la tasa más baja de Latinoamérica.

### Europa

#### Países Bajos
En los Países Bajos, la tasa de inflación promedio de 2021 fue la más alta desde 2003.  Dado que los precios de la energía aumentaron un 75%, diciembre registró la tasa de inflación más alta en décadas.

#### Reino Unido
En el Reino Unido, la inflación alcanzó un máximo de 40 años del 10,1 % en julio, impulsada por los precios de los alimentos, y se prevé un mayor aumento en octubre, cuando se espera que aumenten las facturas de energía. La tasa de interés se elevó siete veces, alcanzando el 2,25 % en septiembre, y el Banco de Inglaterra advirtió que el Reino Unido podría estar ya en recesión.

#### Unión Europea
En junio de 2022, el Banco Central Europeo (BCE) decidió aumentar las tasas de interés por primera vez en más de 11 años debido a la elevada presión inflacionaria. En julio, el euro cayó por debajo del dólar por primera vez en 20 años, principalmente debido a los temores de que Rusia restrinja el suministro de energía, pero también porque el BCE se retrasó con respecto a EE. UU., el Reino Unido y otros bancos centrales a la hora de subir las tasas de interés. La inflación de la eurozona alcanzó el 9,1 % y el 10 % en agosto y septiembre, respectivamente, la más alta desde la creación del euro en 1999,  lo que llevó al BCE a subir los tipos de interés por segunda vez en el año hasta el 1,25 % en principios de septiembre. Se estima que 70.000 personas protestaron contra el gobierno checo como resultado del aumento de los precios de la energía.